# The Fakir of Venice
The Fakir of Venice è un film del 2009, diretto dal regista indiano Anand Surapur. Il film è ambientato a Venezia. Fu presentato in quanto "Opening Night Film" il 21 aprile 2009 durante il Festival del film indiano (Annual Indian Film Festival) di Los Angeles.